# Единица (алгебра)
Единица в теории колец — двусторонний нейтральный элемент операции умножения. Кольцо, содержащее единицу, называется кольцом с единицей. Обозначается единица, как правило, цифрой «1» (что отражает таковые свойства одноимённого числа) или иногда (например, в матричной алгебре), латинской буквой I или E.
Разные определения алгебраических объектов могут как требовать наличие единицы, так и оставлять её необязательным элементом. Односторонний нейтральный элемент единицей не называется. Единица единственна по общему свойству двустороннего нейтрального элемента.
Иногда единицами кольца называют его обратимые элементы, что может вносить путаницу.

## Единица, нуль и теория категорий
В зависимости от алгебраической структуры и её точного определения равенство 1 = 0 может быть как запрещено, так и разрешено, однако там, где такое равенство имеет место, объект тривиален. Поле имеет единицу по определению и требуется 1 ≠ 0, так что всякое поле содержит как минимум два различных элемента. В категории Ring колец с единицей тривиальное кольцо является терминальным объектом.
Единица является единственным элементом кольца как идемпотентным, так и обратимым.

### Обратимость
Обратимым называется всякий элемент u кольца с единицей, являющийся двусторонним делителем единицы, то есть:
{\displaystyle \exists v_{1}:v_{1}\,u=1}
{\displaystyle \exists v_{2}:u\,v_{2}=1}
Из ассоциативности умножения следует, что в таком случае v1 = v2, откуда опять-таки следует, что выбор единственен.
Обратимые элементы иногда называют алгебраическими единицами (англ. unity, фр. unité), но это понятие шире, нежели конкретный нейтральный элемент 1. Например, в поле обратим всякий элемент, отличный от нуля.

### Идемпотентность
Если {\displaystyle e\in R} — идемпотент в кольце, и идеалы {\displaystyle eR} и {\displaystyle Re} совпадают, то e является там (в подкольце) единицей.

## Добавление единицы
Любую алгебру над коммутативным кольцом, даже не обязательно ассоциативную, можно расширить на одну размерность, добавив элемент 1 и определив умножение на линейных комбинациях как:
{\displaystyle (a_{1}+\mu _{1}{\mathbf {1} })(a_{2}+\mu _{2}{\mathbf {1} })=a_{1}a_{2}+\mu _{1}a_{2}+\mu _{2}a_{1}+\mu _{1}\mu _{2}{\mathbf {1} }}
с сохранением таких свойств как ассоциативность и коммутативность умножения. Элемент 1 будет являться единицей расширенной алгебры. Если в алгебре уже была единица, то после расширения она превратится в необратимый идемпотент.
С кольцом такое тоже можно проделать, например потому, что всякое кольцо является ассоциативной алгеброй над {\displaystyle \mathbb {Z} }.

## В градуированных алгебрах
В градуированной алгебре, единица (если существует) обязана иметь степень 0.

## Примеры
- 1 (число): в целых, рациональных, действительных, и других числах
- Единичная матрица: см. умножение матриц
- Тождественный оператор в операторных алгебрах
- Многочлен 1 (нулевой степени) в кольце многочленов